# 臨渭区
臨渭区（りんい-く）は、中華人民共和国陝西省渭南市に位置する市轄区。

## 歴史
360年（甘露2年）、前秦により渭南県が設置されたのを初見とする。この際の渭南県は間もなく廃止されたが、527年（孝昌3年）、北魏は現在の渭南市南東部に渭南郡及び南新豊県を設置、533年（廃帝2年）、西魏により渭南県と改称された。北周は渭南郡を廃止、渭南県は延寿郡に移管された。隋代が成立すると雍州の管轄とされた。594年（開皇14年）、県治が現在の渭南市に移転された。1983年9月9日に県級市の渭南市に昇格、1994年12月17日に渭南地区が地級市の渭南市に改編された際に臨渭区と改編され現在に至る。

## 行政区画
- 街道:人民街道、杜橋街道、解放街道、向陽街道、站南街道、双王街道、良田街道、崇業路街道、辛市街道、竜背街道、陽曲街道、信義街道、白楊街道
- 鎮:橋南鎮、陽郭鎮、故市鎮、下邽鎮、三張鎮、交斜鎮、崇寧鎮、孝義鎮、藺店鎮、官底鎮、官路鎮、官道鎮、豊原鎮、閻村鎮